# Ylistaro
Ylistaro è stato un comune finlandese di 5 589 abitanti, situato nella regione dell'Ostrobotnia Meridionale. È stato soppresso nel 2009 ed è ora compreso nel comune di Seinäjoki.